# Салынская волость (Брянский уезд)
Салы́нская волость — административно-территориальная единица в составе Брянского (с 1921 – Бежицкого) уезда.
Административный центр — деревня Молодая Салынь.

## История
Волость образована в ходе реформы 1861 года.
В ходе укрупнения волостей, 10 июня 1924 года Салынская волость была упразднена, а её территория включена в состав Дубровской волости. 5 сентября того же года Новосельский и Олсуфьевский сельсоветы были переданы в Жуковскую волость.
Ныне территория бывшей Салынской волости разделена между Дубровским и Жуковским районами Брянской области.

## Административное деление
В 1920 году в состав Салынской волости входили следующие сельсоветы: Алексинский, Берестовский, Берестокский, Бубновский, Будянский, Вышковичский, Вязовский, Голубеевский, Девочкинский, Долговский, Должанский, Дубовецкий, Загорский, Зеликинский, Зимницкослободский, Казановский, Лутовиновский, Молодосалынский 1-й, 2-й и хуторской, Новосельский, Олсуфьевский, Пеклинский 1-й и 2-й, Рековичский 1-й, 2-й и 3-й, Рябчинский 1-й и 2-й, Сетинский 1-й, 2-й и 3-й, Соболевский, Старосалынский, Сумминский. Многие из этих сельсоветов были незначительны и вскоре упразднены.